# Helicopis galatea
Helicopis galatea är en fjärilsart som beskrevs av Hans Ferdinand Emil Julius Stichel 1919. Helicopis galatea ingår i släktet Helicopis och familjen Riodinidae. Inga underarter finns listade i Catalogue of Life.